# Hasan Kılıç
Hasan Kılıç (sinh 27 tháng 7 năm 1992 ở Utrecht) là một cầu thủ bóng đá Thổ Nhĩ Kỳ-Hà Lan thi đấu ở vị trí tiền vệ cho Denizlispor mượn từ Osmanlıspor. Trước đó anh từng thi đấu cho FC Den Bosch.